# Dichroismus

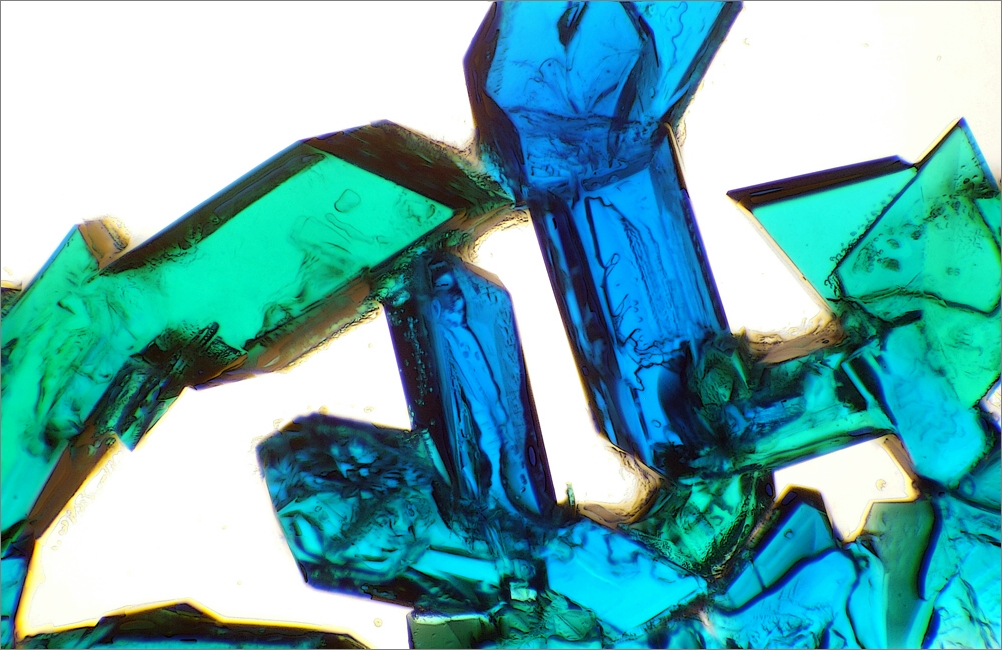
Kupfer(II)-acetat-Monohydrat, dichroitisch

Der Dichroismus (vom griechischen Wort dichroos für „zweifarbig“) ist in der Physik die Eigenschaft bestimmter Materialien, Licht in Abhängigkeit von der Polarisation unterschiedlich stark zu absorbieren.
Bei dichroitischen Materialien gibt es eine optische Achse, so dass beim Betrachten durch einen Polarisationsfilter in der einen Polarisationsrichtung aufgrund der unterschiedlichen Absorption eine andere Farbe zu erkennen ist als in der anderen (ordentlicher und außerordentlicher Strahl). Für dazwischenliegende Polarisationswinkel erhält man Mischfarben, weshalb der Dichroismus insbesondere in der Mineralogie auch als Pleochroismus bezeichnet wird (altgr. πλέον pléon ‚mehr‘ und χρῶμα chroma ‚Farbe‘ bzw. χρώσ chros ‚Färbung‘, also „Mehrfarbigkeit“).
Beim Auftreten von zwei optischen Achsen gibt es drei Hauptbrechachsen, die Absorption ist in drei Polarisationsrichtungen unterschiedlich, und man spricht von Trichroismus.
Die Mehrfarbigkeit äußert sich
- in einer unterschiedlichen Farbtiefe, Beispiel: der Wechsel von dunkleren Farben zu blasseren Farben bei manchen Turmalinen, oder
- in einem kompletten Farbwechsel, Beispiel: synthetischer Alexandrit, der ohne Polarisationsfilter einen Farbwechsel gelbgrün – violett – rotbraun aufweist.[2]

Der Dichroismus wirkt sich auch auf das Reflexionsverhalten der Materialien aus.
Weiterhin gibt es röntgenspektroskopische Effekte, die auf der Kopplung von Photonen im Röntgenbereich an bestimmte Elektronenorbitale beruhen und unter dem Begriff Röntgendichroismus zusammengefasst werden.
Dichroismus ist mit der Doppelbrechung verwandt, bei welcher der Realteil des komplexen Brechungsindex von der Polarisation abhängt. Der Imaginärteil ist der Absorptionskoeffizient, und dessen Abhängigkeit von der Polarisation bewirkt gerade den Dichroismus.
Ein anderer verwandter Effekt ist der Alexandrit-Effekt, bei dem die Absorption nicht von der Polarisation, sondern von der Wellenlänge des Lichts abhängt.

## Beschreibung
Einige Materialien (hauptsächlich Kristalle) haben eine oder mehrere ausgezeichnete optische Achsen.
Bei optisch einachsigen Materialien wird einfallendes Licht in Abhängigkeit seiner Polarisation (immer bezogen auf den Vektor der elektrischen Feldstärke) in zwei Teilstrahlen aufgespalten: den ordentlichen und den außerordentlichen Strahl. Zeigt das Material unterschiedliches Absorptionsverhalten bezüglich dieser Achse, d. h., wird der ordentliche Strahl stärker bzw. schwächer absorbiert als der außerordentliche, so spricht man von einem dichroitischen Kristall. Bei einem entsprechend dicken Kristall wird daher einer der beiden Teilstrahlen (bis unter eine Schwellwert) absorbiert und nur der andere transmittiert.
Der Effekt ist stark wellenlängenspezifisch und tritt nur in einem schmalen Spektralbereich auf, d. h., bei einer anderen Wellenlänge des Lichts kann der Effekt der Absorption nicht auftreten (man spricht dann von Doppelbrechung) oder sich sogar umkehren.
In der Regel sind dichroitische Kristalle doppelbrechend und doppelbrechende dichroitisch; Ausnahmen bestehen beim Vorliegen ganz bestimmter Randbedingungen (z. B. Einschränkungen des Spektralbereichs).
Betrachtet man „normales“, d. h. unpolarisiertes, Weißlicht des gesamten sichtbaren Spektrums, so führt die polarisationsabhängige Absorption dichroitischer Materialien zur Schwächung bestimmter Spektralbereiche, was als Änderung der Lichtfarbe wahrnehmbar ist.
Besonders deutlich wird der Dichroismus, wenn man linear polarisiertes Licht auf einen optisch einachsigen Kristall mit zwei Resonanz- bzw. Eigenfrequenzen (Extremfarben) im sichtbaren Spektralbereich einstrahlt und das durchfallende Licht betrachtet. Ändert man nun die Polarisationsrichtung, so werden die Extremfarben sichtbar, wenn die Polarisation senkrecht bzw. parallel zur optischen Achse des Kristalls liegt. Für eine Polarisation dazwischen treten Mischfarben aus diesen beiden Farben auf, weswegen in der Mineralogie häufig allgemein von Pleochroismus gesprochen wird. Hinsichtlich der tatsächlichen Beobachtung ist diese Begriffswahl gerechtfertigt.
Komplexeres Absorptionsverhalten liegt bei optisch mehrachsigen Kristallen vor:
- optisch zweiachsige Kristalle erzeugen zwei außerordentliche Strahlen, sie zeigen den Trichroismus; ein Einkristall kann höchstens zwei optische Achsen haben.
- analog dazu zeigen (Poly-)Kristalle mit mehr als zwei optischen Achsen den Pleochroismus mit vielen Farben; solche Kristalle können nur durch Aneinanderkitten vieler Einkristalle zustande kommen (polykristallines Material).

## Grad des Dichroismus
Der Grad des Dichroismus {\displaystyle D} wird bestimmt durch das Verhältnis der Differenz der Absorptionskoeffizienten für die parallele bzw. senkrechte Polarisation ({\displaystyle K_{\parallel }} bzw. {\displaystyle K_{\perp }}) zu ihrer Summe:
{\displaystyle D={\frac {K_{\parallel }-K_{\perp }}{K_{\parallel }+K_{\perp }}}}

## Linearer und zirkularer Dichroismus

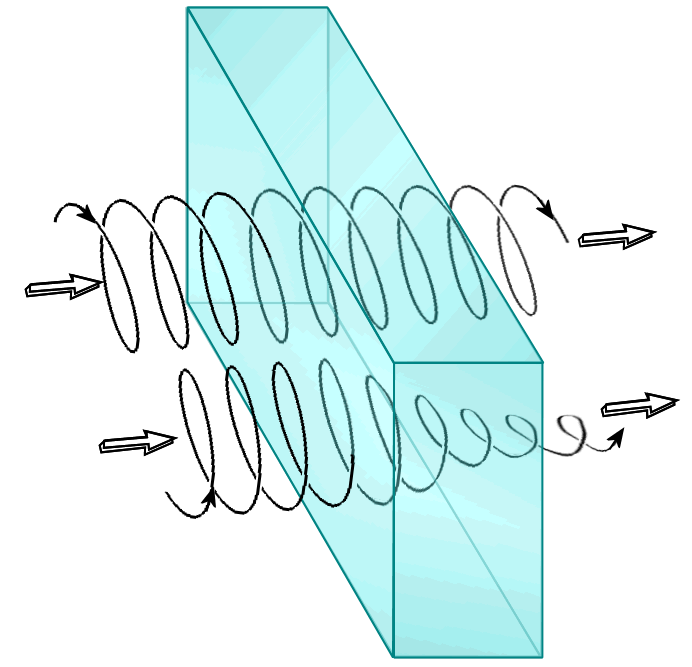
Zirkulardichroismus: rechts- und linkszirkular polarisiertes Licht wird in einer Schicht, die ein Enantiomer eines optisch aktiven chiralen Stoffes enthält, verschieden beeinflusst.

Beim Dichroismus wird hinsichtlich der Art der Polarisation des einfallenden Lichts unterschieden:
- linearer Dichroismus bezeichnet das Phänomen, dass bei linear polarisiertem Licht in Abhängigkeit von der Wellenlänge entweder der außerordentliche Strahl stärker absorbiert wird als der ordentliche, oder umgekehrt. Dieser Effekt wurde Anfang des 19. Jh. erstmals bei Einkristallen des Schmucksteins Turmalin gefunden.[4]
- analog zur zirkularen Doppelbrechung gibt es auch den Effekt des zirkularen Dichroismus (auch Zirkulardichroismus genannt), der das unterschiedliche Absorptionsverhalten rechts- und linksdrehend polarisierter Strahlung in einem optisch aktivem Material beschreibt. Dieser Effekt wurde erstmals 1896 von Aimé Auguste Cotton beschrieben, vgl. Cotton-Effekt.[4]

## Anwendung und Materialien
Angewendet werden dichroitische Materialien z. B. als dichroitischer Polarisator im sichtbaren Bereich des elektromagnetischen Spektrums. Hier können einfache Drahtgitterpolarisatoren nicht mehr eingesetzt werden, denn mit geringer werdender Wellenlänge wird auch der erforderliche Gitterabstand geringer. Dieser ist schon im Bereich des nahen Infrarot nur noch schwer zu realisieren, im sichtbaren Bereich sind Strukturen in der Größenordnung von Molekülen notwendig.
Dem US-amerikanischen Physiker Edwin Herbert Land gelang 1932 erstmals die Herstellung dichroitischer Folien. Dazu richtete er die länglichen Kohlenwasserstoffmoleküle in Polyvinylalkohol durch Erhitzung und Dehnung des Materials entsprechend aus. Solche Polarisationsfolien (Polaroidfilter oder -folie genannt) werden sehr häufig eingesetzt und sind vergleichsweise günstig.
Sie können vergleichsweise großflächig hergestellt werden und erreichen einen Polarisationsgrad von über 99 %.
Ihre Qualität (z. B. hinsichtlich des erreichbaren Transmissions- oder Polarisationsgrades) liegt jedoch unter der von anderen Polarisatoren. Des Weiteren zeigen sie Nachteile beim Anwendungen mit hohen Lichtleistungen. Die Polarisation aufgrund von Absorption im Material führt zu einer Erwärmung und kann negative Einflüsse auf die Eigenschaften des Polarisators haben, ihn im Extremfall sogar zerstören.
Es gibt aber auch Körper aus mehreren Materialien, die dichroitisches Verhalten zeigen. So können Nadeln aus schwefelsaurem Jodchinin (Herapathit) in Zellulose eingebettet und als dichroitischer Polarisator (Polarisationsfolie) genutzt werden. In gleicher Weise kommen auch dichroitischen Farbstoffe in Kunststofffolien zum Einsatz. Die dazu notwendige einheitliche Ausrichtung der Farbstoffmoleküle wird beispielsweise durch magnetische oder elektrische Felder erreicht.
In der Analytischen Chemie kann der Zirkulardichroismus zur Strukturanalyse optisch aktiver chiraler Moleküle eingesetzt werden.
Zur Verwendung in der Mineralogie siehe folgendes Kapitel.

## Pleochroismus in der Mineralogie
In der Mineralogie wird der Dichroismus bei der Charakterisierung von Mineralien verwendet und dabei meist Pleochroismus genannt. Die pleochroitischen Eigenschaften eines Minerals können mit Hilfe eines Dichroskops festgestellt und zur Bestimmung und Prüfung vor allem bei Schmucksteinen genutzt werden. Seine Wirkung auf die Farbtiefe ist vor allem für Edelsteinschleifer von Bedeutung bei der Auswahl des Schliffs, um zu dunkle oder helle (blasse) Farben zu vermeiden.
Pleochroismus tritt bei durchsichtigen, farbigen Steinen ebenso auf wie bei undurchsichtigen. So wird bei der Transmission von natürlichem Licht durch eine ca. 1 mm dicke Platte aus grünem Turmalin (Verdelith) der ordentliche Strahl praktisch vollständig absorbiert, der außerordentliche Strahl hingegen nur geschwächt.
Sonderformen des Pleochroismus sind:
- der Dichroismus zeigt zwei verschiedene Hauptfärbungen und tritt in uniaxialen Kristallen auf, d. h. in Kristallen mit (genau) einer optischen Achse.
- der Trichroismus zeigt drei verschiedene Hauptfärbungen und tritt in biaxialen Kristallen auf, d. h. in Kristallen mit zwei optischen Achsen.

Keinen Pleochroismus zeigen Mineralien des kubischen Kristallsystems und amorphe Stoffe.
Je nachdem, wie sich ordentlicher und außerordentlicher Strahl farblich unterscheiden, kann man dem Objekt bestimmte Eigenschaften hinsichtlich seiner Kristallstruktur zuweisen; dabei kann es vorkommen, dass bei bestimmten Kristallen bis zu drei verschiedene Farben sichtbar werden, wenn man ihn während der Prüfung dreht:
| Farben                                        | Farben | optische Eigenschaft                          | Kristallstruktur                        |
| --------------------------------------------- | ------ | --------------------------------------------- | --------------------------------------- |
| eine Farbe                                    |        |                                               |                                         |
|                                               |        | Isotrop                                       | amorph (Glas), mikrokristallin, Kubisch |
| zwei Farben                                   |        |                                               |                                         |
|                                               |        | Anisotrop, doppelbrechend, optisch einachsig  | Trigonal, Tetragonal, Hexagonal         |
| drei Farben bei zwei verschiedenen Richtungen |        |                                               |                                         |
|                                               |        | Anisotrop, doppelbrechend, optisch zweiachsig | Triklin, Monoklin, Rhombisch            |
|                                               |        | Anisotrop, doppelbrechend, optisch zweiachsig | Triklin, Monoklin, Rhombisch            |

Theoretische Grundlagen und Begründungen dafür, ob ein solcher Effekt auftreten kann, werden in einem Teilbereich der theoretischen Kristallographie abgehandelt.
Alexandrit, Hiddenit, Kunzit, Rubin, Saphir und Turmalin lassen schon mit bloßem Auge die Mehrfarbigkeit erkennen.
Weitere Beispiele:
- Andalusit – gelb, olivgrün, rotbraun bis dunkelrot[7]
- Benitoit – farblos, purpur bis indigoblau oder grünlichblau
- Cordierit – hellgelb bis grün, violett bis blauviolett, hellblau
- Malachit – fast farblos, gelblichgrün, tiefgrün
- Tansanit – purpur, blau und braun oder gelb[8]

## Magnetischer Dichroismus
Analog zu magnetooptischen Effekten der Doppelbrechung kann auch der Dichroismus bestimmter Materialien – also die Änderung der Intensität oder der Polarisationszustand des Lichts beim Durchgang durch das Material – durch magnetische Felder beeinflusst werden (magnetisch induzierter Dichroismus). Hierbei werden unterschieden:
- der lineare magnetische Dichroismus (selten auch magnetischer Lineardichroismus genannt, engl. magnetic linear dichroism, MLD)
- der zirkulare magnetische Dichroismus (auch magnetischer zirkularer Dichroismus oder magnetischer Zirkulardichroismus genannt, engl. magnetic circular dichroism, MCD).

Der zirkulare magnetische Dichroismus tritt als Folge der unterschiedlichen Spinbesetzung gewisser Orbitale bei magnetischen oder magnetisierten Materialien auf, bei denen die Magnetisierung parallel zur Ausbreitungsrichtung des zirkular polarisierten Lichtes ausgerichtet ist. Dabei unterscheidet man:
- eine polare Geometrie, bei welcher die Magnetisierung senkrecht zur Oberfläche liegt
- eine longitudinale Geometrie, bei welcher die Magnetisierung parallel zur Oberfläche in der Einfallsebene liegt.

Hier wird die unterschiedliche Absorption für die beiden Polarisationsrichtungen ausgenutzt, die proportional zum Imaginärteil des Brechungsindex ist. Der gemessene Effekt entspricht somit:
{\displaystyle {\begin{aligned}\mathrm {Im} (n_{+}-n_{-})&=\mathrm {Im} \left({\sqrt {\varepsilon _{xx}+\mathrm {i} \,\varepsilon _{xy}}}-{\sqrt {\varepsilon _{xx}-\mathrm {i} \,\varepsilon _{xy}}}\right)\\&\approx \mathrm {Re} \left({\frac {\varepsilon _{xy}}{\sqrt {\varepsilon _{xx}}}}\right)\end{aligned}}}
Beide Formen des magnetischen Dichroismus treten auch im Röntgenbereich auf (magnetischer Röntgendichroismus):
- der lineare magnetische Röntgendichroismus (engl. X-ray magnetic linear dichroism, XMLD)
- der stärkere zirkulare magnetische Röntgendichroismus (engl. X-ray magnetic circular dichroism, XMCD; auch magnetic x-ray circular dichroism, MXCD).

Besonders interessant ist MCD im weichen Röntgenbereich (engl. (soft) X-ray magnetic circular dichroism, (S)X-MCD), wo die unbesetzte Valenzband-Elektronenstruktur spinaufgelöst gemessen werden kann.